# سداسي نترو البنزين
سداسي نترو البنزين المركب الكيميائي وهو مادة متفجرة ذات كثافة عالية وله الصيغة الكيميائية C6N6O12